# Dendrophthoe locellata
Dendrophthoe locellata är en tvåhjärtbladig växtart som beskrevs av Danser. Dendrophthoe locellata ingår i släktet Dendrophthoe och familjen Loranthaceae. Inga underarter finns listade i Catalogue of Life.